# Pristomerus tibialis
Pristomerus tibialis là một loài tò vò trong họ Ichneumonidae.